# Zapogon isus
Zapogon isus is een straalvinnige vissensoort uit de familie van kardinaalbaarzen (Apogonidae). De wetenschappelijke naam van de soort is voor het eerst geldig gepubliceerd in 1981 door Randall & Böhlke als Apogon isus.